# جيمونيو
جيمونيو هي بلدية في مقاطعة فاريزي في منطقة لومباردي في إيطاليا ، وتقع على بعد حوالي 60 كيلومتر (37 ميل) شمال غرب ميلانو وعلى بعد حوالي 14 كيلومتر (9 ميل) شمال غرب فاريزي . اعتبارًا من 31 ديسمبر 2022، بلغ عدد سكانها 2,851 نسمة ومساحتها 3.7 كيلومتر مربع (1.4 ميل2) .
تقع جيمونيو على حدود البلديات التالية: أزيو ، بيسوزو ، برينتا ، كارافات ، سيتيجليو ، كوكيو تريفيساغو.
في جيمونيو يعيش أمبرتو بوسي، و هو سياسي إيطالي. و تتميز جيمونيو بطبيعتها الخلابة التي تمتد من بحيرة ماجوري إلى جبال الألب . تشتهر البلدية بالمطبخ الإيطالي الأصيل.

## التطور الديموغرافي
في هذا المخطط يوضح تزايد أعداد السكان بشكل متصاعد خلال الفترة الزمنية من (1861) إلى (2001).

### التركيبة السكانية
عدد السكان في جيمونيو يزداد خلال سنتين بنسبة 0.16%. عدد سكانها في 2024 (2,838) منهم 1,410 ذكور ،و 1,428 إناث . تغلب الفئة العمرية من سنة (18-64). أغلب من يعيش في هذه البلدة من الجنسية الإيطالية و يوجد سكان بنسبة قليلة من الجنسية الاجنبية.

### المواصلات
تتوفر العديد من الطرق للوصول إلى جيمونيو ،حيث يمكن الوصول إليها بالقطار أو الحافلة أو السيارة .و من الممكن أيضًا عن طريق الطيران إلى مطار ميلانو مالبينسا الدولي ، ثم الانتقال إلى جيمونيو بالقطار أو الحافلة. بالنسبة للتنقل داخل البلدة يمكنك استئجار سيارة أو ركوب الحافلات المحلية أو الأتوبيسات.